# Yulara
Yulara es una localidad australiana ubicada al suroeste del Territorio del Norte. Su economía se basa fundamentalmente en el turismo, puesto que es la ciudad más próxima al parque nacional Uluṟu-Kata Tjuṯa, en donde está ubicado el monte Uluru, considerado como uno de los símbolos nacionales del país.

## Galería

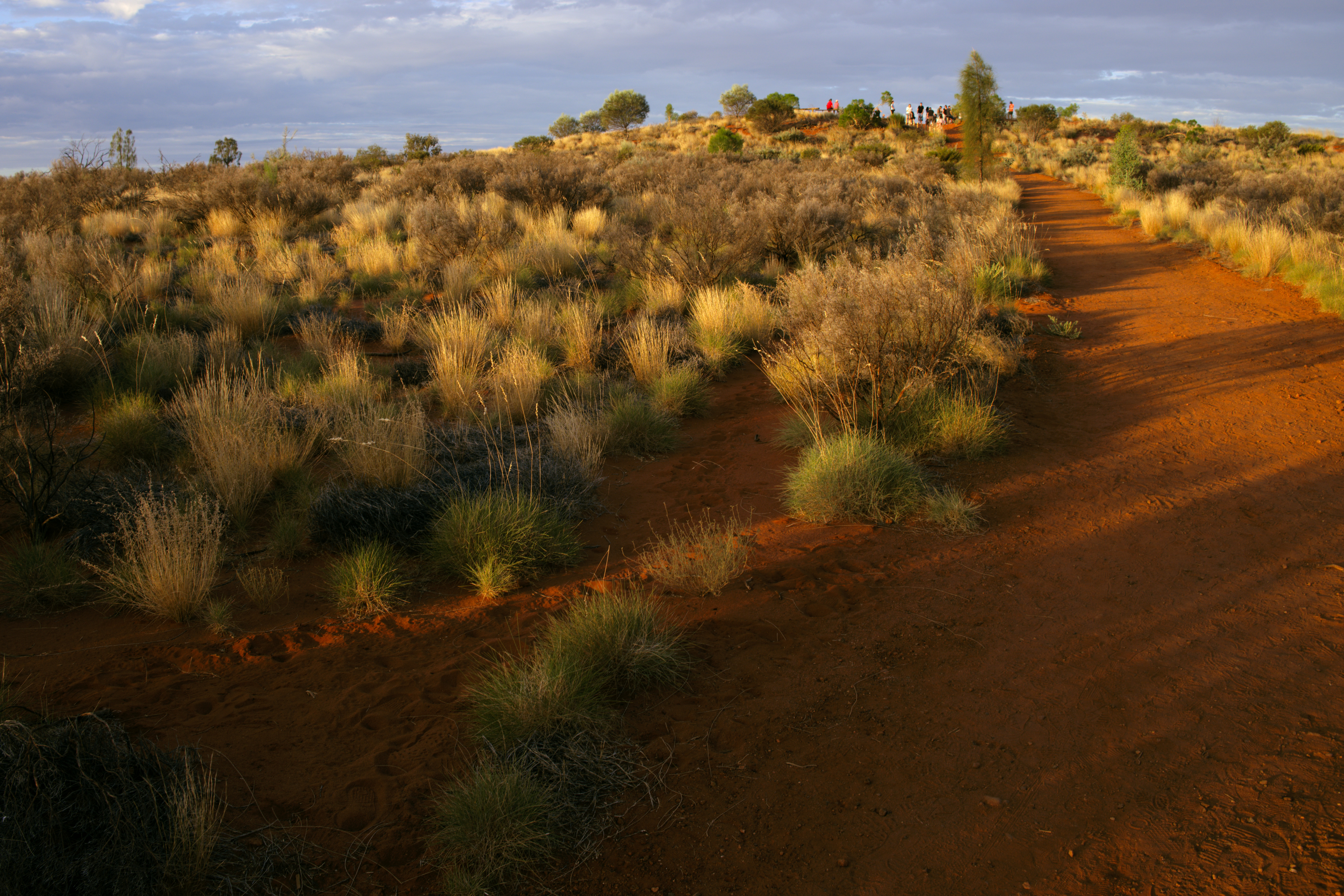
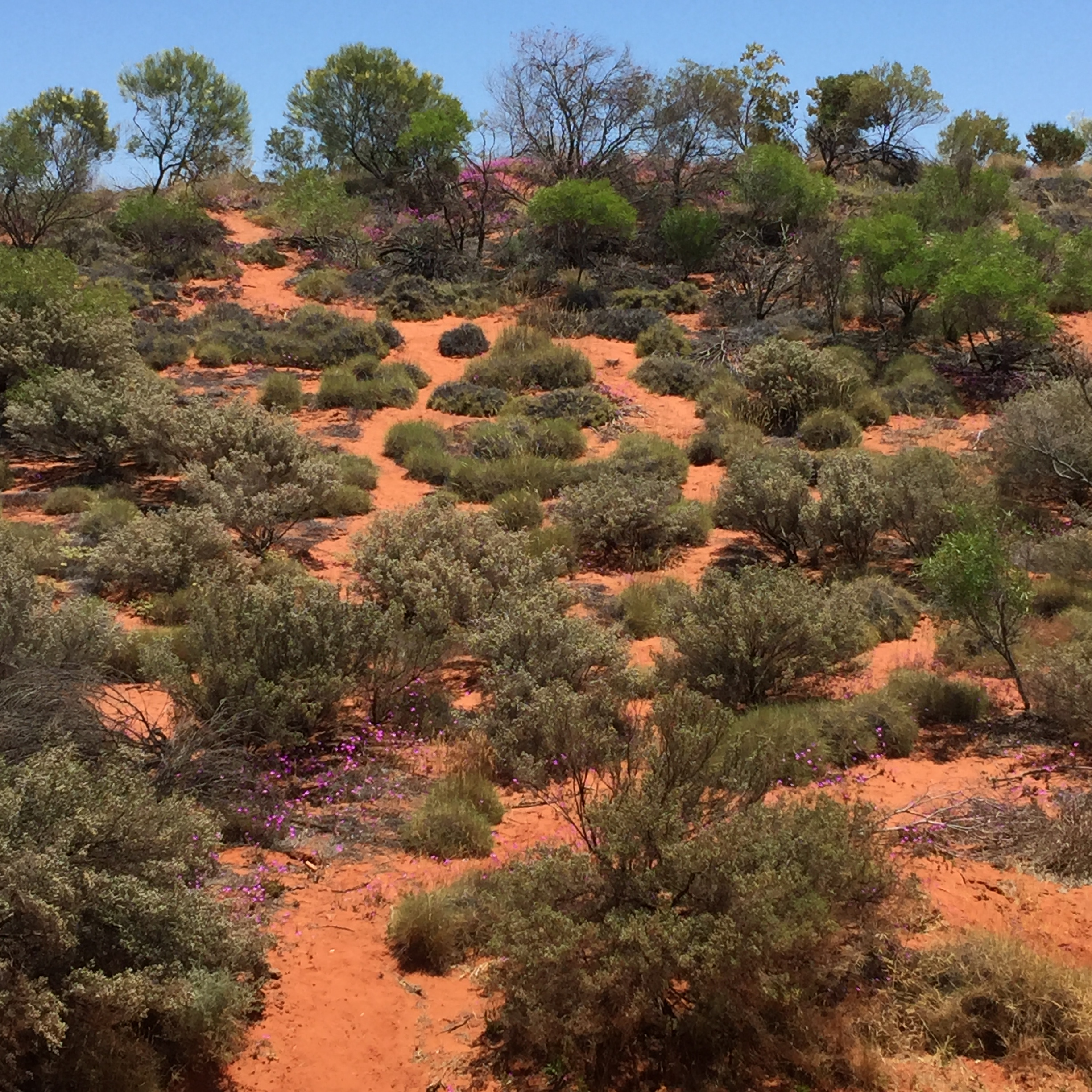
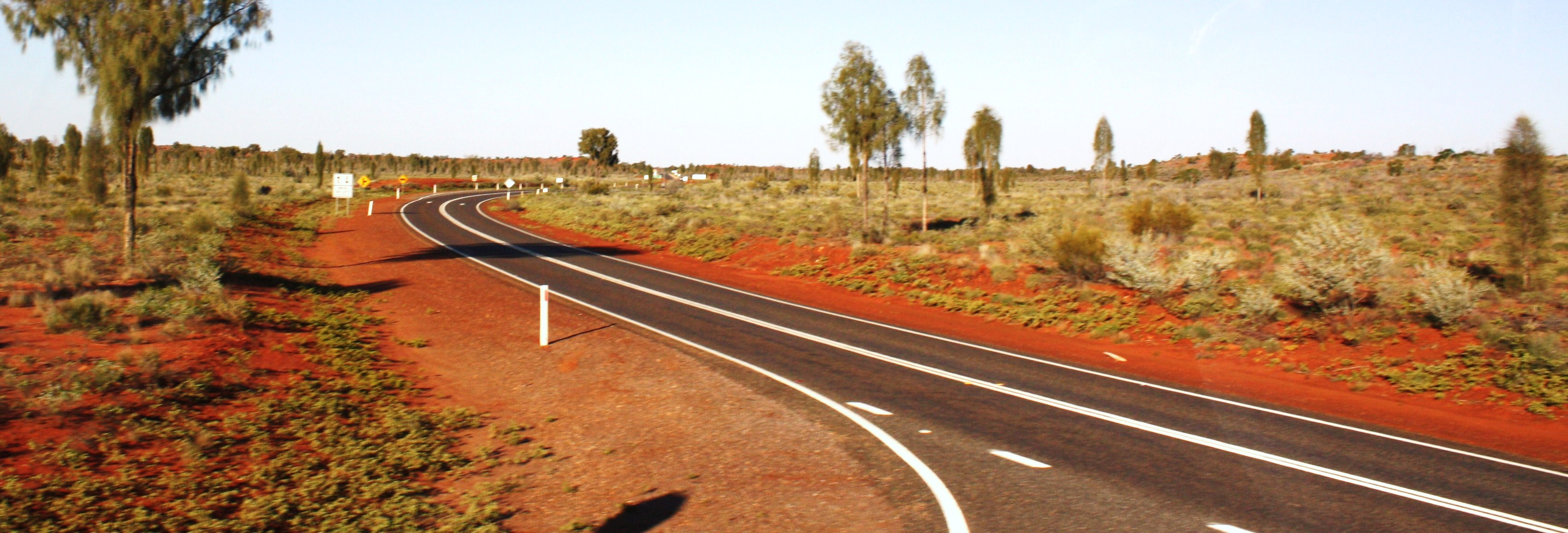
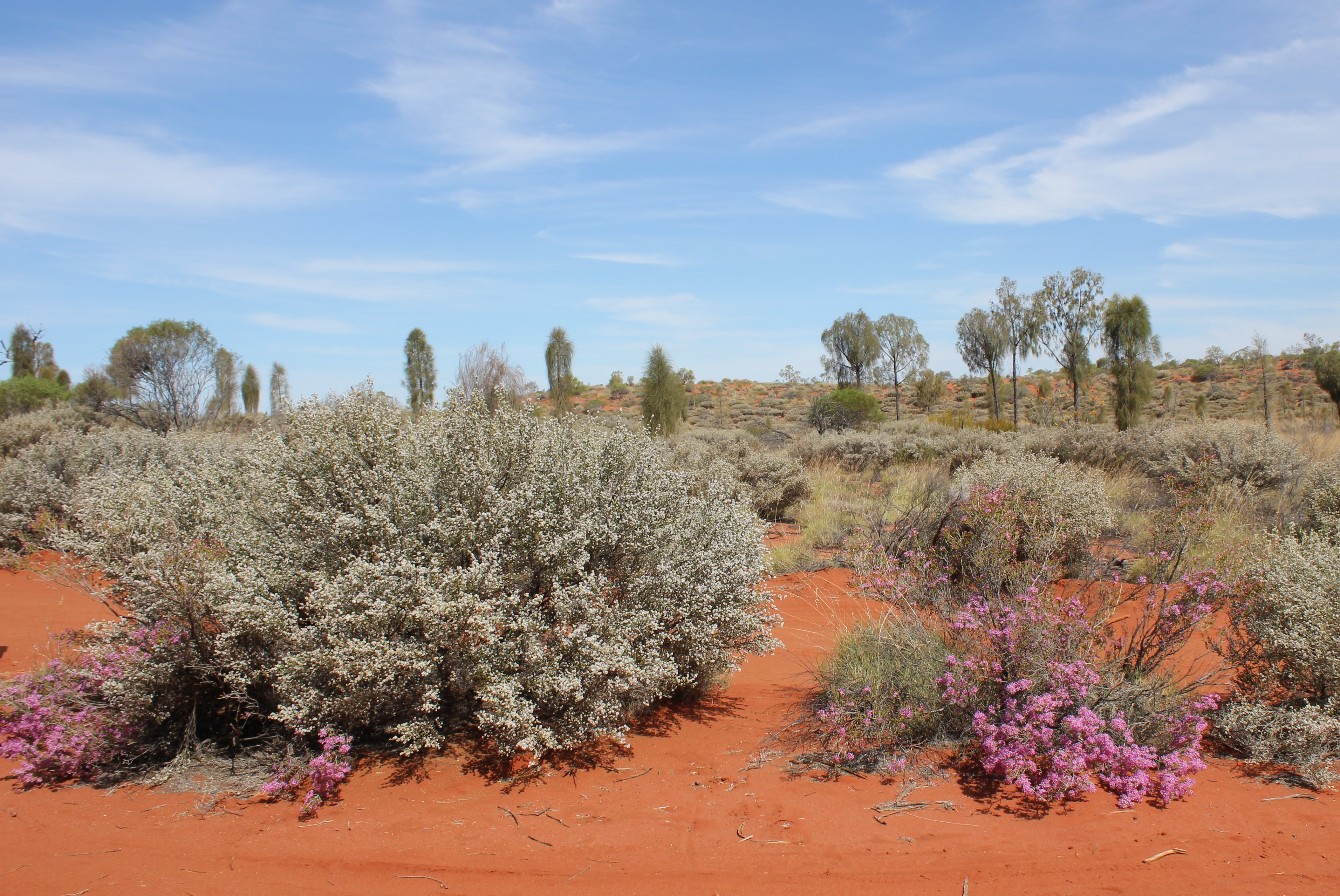